# Timonius salicifolius
Timonius salicifolius är en måreväxtart som beskrevs av Theodoric Valeton. Timonius salicifolius ingår i släktet Timonius och familjen måreväxter. Inga underarter finns listade i Catalogue of Life.